# Franczyza (media)
Franczyza – w terminologii związanej z przemysłem rozrywkowym jest to zbiór dzieł kultury masowej, powiązanych ze sobą charakterystycznymi, zwykle objętymi prawami autorskimi, elementami świata przedstawionego (na przykład postacie lub uniwersum). Celem tworzenia franczyz jest próba dotarcia twórcy lub przedsiębiorstwa do jak największej liczby odbiorców, pozyskiwanie nowych fanów i osiągnięcie dodatkowego zysku dzięki dotychczasowym fanom.
Koncept franczyzy w przemyśle rozrywkowym wywodzi się od franczyzy w rozumieniu marketingowym, czyli od systemu sprzedaży towarów, usług lub technologii, opartego na ścisłej i ciągłej współpracy pomiędzy prawnie i finansowo odrębnymi i niezależnymi przedsiębiorstwami.
Termin franczyza w przemyśle rozrywkowym wywodzi się od angielskiego terminu media franchising (z ang. franczyza mediowa). Z czasem zaczęła być używana także w języku polskim przez media związane z kulturą.